# バルト・スヘンケフェルト
バルト・スヘンケフェルト（オランダ語: Bart Schenkeveld、オランダ語発音: [ˈbɑrt ˈsxɛŋkəˌvɛlt]、1991年8月28日 - ）は、オランダのサッカー選手。ポジションはディフェンダー（センターバック）。

## クラブ歴
南ホラント州デン・ホールンの生まれ。5歳の時に地元のSVデン・ホールンでサッカーを始め、翌年にフェイエノールトの下部組織に移籍。移籍以前は右ウインガーであったが、すぐにディフェンダーへとコンバートされた。15歳の時に十字靭帯を断裂する大怪我を負い、治りかけの頃に再断裂、結局リハビリに1年半を費やしたものの、幸いな事にトップチームに昇格する事が出来た。復帰戦となった2008年11月29日のU-19チームの試合ではジャン＝ポール・ファン・ハステル監督も「1年半の負傷から戻ってきた事が信じられないし、サイドラインに立っているのを見て感無量だった。」と述べた。
2009年11月29日にエールディヴィジで初出場。ジョバンニ・ファン・ブロンクホルストの出場停止によって出番が回ってきたため、右サイドバックとして出場し、ケルヴィン・レールダムが投入された事によって左サイドバックにポジションを移すデビュー戦となった。2010年1月7日に2012年夏までのプロ契約を締結、1年延長オプションもつけられた。
2011年12月23日にエクセルシオール・ロッテルダムに期限付き移籍。
2012年夏にヘラクレス・アルメロに完全移籍。
2015年夏にPECズヴォレに完全移籍した。
2017年8月にAリーグのメルボルン・シティFCに2年契約で加入。2019年1月22日の試合で濠州時代唯一となる得点を記録した。同年夏に契約満了で退団した。
同年8月28日にギリシャ・スーパーリーグのパナシナイコスFCに2年契約で加入。アヒレアス・プングラスとのコンビで加入直後からレギュラーとして活躍した。2020年11月13日に2023年夏まで契約を延長した。2021年5月18日に足首を手術し、3ヶ月離脱となった。

## 代表歴
2005年12月6日に年代別代表初出場を果たし、U-15では主将も務めた経験がある。しかし十字靭帯の大怪我でU-17、U-18年代では出場する機会がなかった。2009年8月20日の試合でU-19代表として初出場を記録した。